# Ян Святоплук Пресл
Ян Святоплук Пресл (чеськ. Jan Svatopluk Presl; 4 вересня 1791 — 6 квітня 1849) — чеський ботанік, один з найвизначніших природознавців 19 століття, професор ботаніки, зоології та мінералогії Празького університету. Брат іншого відомого ботаніка Карела Пресла (1794—1852). У 1821 році він став співзасновником першого чеськомовного наукового журналу «Krok».

## Важливіші праці
- O přirozenosti rostlin aneb rostlinář, obsahugjcj popsánj a wyobrazenj rostlin podlé řádů přirozených zpořádané … / wydán Bedřichem Wšejmjrem hrabětem z Berchtoldu a Janem Swatoplukem Preslem. Jos. Kaus, Prague 1823.
- Flora Čechica (1819)
- Mantissa I. ad Floram Čechicam (1822)
- Lučba čili chemie zkusná (1828–1835)
- Nerostopis čili Mineralogie (1837)
- Wšeobecný rostlinopis (1846)
- Počátkowé rostlinoslowí (1848)

## Таксони, описані Яном Преслом
- Anerratherum elatius (L.) P.Beauv. ex J.Presl et C.Presl
- Cinnamomum camphora J.Presl

## Визнання
Чеське ботанічне товариство назвало на честь братів Преслів свій журнал Preslia (заснований у 1914).